# Мост через Петровский фарватер
Мост через Петровский фарватер — автодорожный металлический вантовый мост через Петровский фарватер (Невская губа Финского залива) в Санкт-Петербурге, часть внутригородской платной автомагистрали Западный скоростной диаметр (3СД). Построен в 2013—2016 годах. Проезд по мосту платный, пешеходное и велосипедное движение по мосту запрещено. Эксплуатацию Западного скоростного диаметра до 2042 года в рамках 30-летней концессии осуществляет ООО «Магистраль северной столицы».

## Расположение
Мост входит в состав северной эстакады основного хода ЗСД, соединяя Василеостровский и Приморский районы. Рядом с мостом расположена Газпром Арена. Ближайшая станция метрополитена — «Зенит». Расположен от ПК176+72,08 до ПК182+53,68. С южной стороны к мосту примыкает эстакада со стороны Васильевского острова (ПК171+37,75—ПК176+72,08), с северной — мост в устье рек Средняя Невка и Большая Невка (ПК182+53,68—ПК199+62,22).

## История
Мост сооружён в рамках строительства Центрального участка ЗСД по программе государственно-частного партнёрства в соответствии с Законом Санкт-Петербурга № 627-100 от 25 декабря 2006 года «Об участии Санкт-Петербурга в государственно-частных партнерствах». В 2012 году правительство Санкт-Петербурга утвердило постановление о строительстве двух заключительных очередей Западного скоростного диаметра. В августе 2012 года победителем концессионного конкурса стал консорциум «Магистраль Северной столицы», который включает ВТБ Капитал, Газпромбанк, итальянскую строительную компанию Astaldi S.p.A и турецкие IC Ictas Insaat A.S. и Mega Yapi. Генеральным проектировщиком являлся ЗАО «Институт „Стройпроект“». Проект моста был разработан ЗАО «Институт Гипростроймост — Санкт-Петербург» (главный инженер проекта — И. Семенов, главный архитектор проекта — А. Малышев), который выполнил также и рабочую документацию. Экспертиза проектных решений выполнена французской фирмой Setec TPI. Соглашение о строительстве Центрального участка Западного скоростного диаметра было подписано 23 декабря 2012 года.
По первоначальному проекту, разработанному в 2007 году и получившему положительное заключение Главгосэкспертизы, предполагалось построить экстрадозный мост из преднапряжённого железобетона со шпренгельно-вантовой фермой с центральным пролётом 220 м. По конструкции мост был схож с мостом через Даугаву в Риге. Однако генеральный подрядчик отказался от этого варианта (по графику бетонирование приходилось на зимнее время, что требовало дополнительных затрат и времени) и к разработке был принят и согласован мост вантовой системы со сталежелезобетонной балкой жёсткости. Проект был полностью переработан всего за полгода, после чего успешно прошёл экспертизу.
Строительные работы начались в марте 2013 года. Строительство моста вела турецкая компания Mega Yapi. Устройство вантовой системы моста выполнялось под руководством супервайзеров швейцарской компании VSL, которая была также и поставщиком вант. Пилоны сооружались в скользящей опалубке. Скорость бетонирования достигала 2,5—2,8 м в сутки. Вертикальное перемещение опалубки осуществлялось с помощью двенадцати зажимных домкратов и подъёмных труб. Техническое сопровождение работ выполняла австрийская компания Gleitbau-Salzburg, которая была также и поставщиком опалубки. Армирование тела пилонов выполнялось непрерывно на верхней рабочей платформе. Для доступа на скользящую опалубку был установлен грузопассажирский подъёмник, снабжённый специальным типом подвижного крепления к скользящей опалубке. Для сооружения пилонов на отдельном фундаменте были установлены башенные краны KROLL K-320 грузоподъёмностью 16 т с высотой подъёма до 135,5 м. Краны наращивались по высоте и закреплялись к пилонам по ходу их сооружения.
В конце лета 2015 года при строительстве северного пилона на отметке + 84,5 до отметки + 95,5 м был уложен бетон более низкого класса. В итоге было принято решение срезать его методом гидродемонтажа. Общий объём демонтируемого бетона составил 78 м. куб. Работы начались в августе и закончились в ноябре, после чего строительство опоры возобновилось. К ноябрю 2015 года было полностью завершено строительство южного пилона V-12; забетонированы поперечные распорки; начата подготовка к установке поперечных оттяжек пилона.
В январе 2016 года на северном пилоне на высоте более 100 м произошёл пожар, который продолжался 7 часов. Комиссия, сформированная после пожара, назвала основной причиной пожара короткое замыкание в одном из термоматов, которые были уложены для обогрева свежеуложенного бетона. По экспертному заключению проектных организаций последствия возгорания были признаны незначительными и не влияющими на надёжность и несущую способность конструкции пилона. Во время пожара машинист башенного крана Тамара Пастухова спасла трёх рабочих. Женщина была награждена ведомственной наградой МЧС России — медалью «За отвагу на пожаре», получила от министра транспорта нагрудный знак «Почётный дорожник России» и российское гражданство.
Для устройства вантовой системы и доступа к вантовым узлам на отметке +62,75 м были установлены сплошные леса высотой 50 м; в верхней части пилонов были установлены консольные краны. Ванты на мосту установлены попарно, благодаря чему удалось уменьшить объём крановых работ и количество габаритных протягивающих лебедок. При этом скорость монтажа составляла более одной ванты за день. Для обеспечения сбалансированной нагрузки на пролёты все три слоя вант устанавливались и натягивались одновременно на основном и боковых пролётах.
Оптимальным решением для строительства пролётного строения моста стала следующая технология: укрупнительная сборка на стапеле и продольная надвижка – для боковых пролётов; встречный навесной монтаж с использованием монтажных агрегатов и плавсистемы — для центрального вантового пролёта.
Сооружение металлической балки жёсткости в боковых пролётах выполнялось методом конвейерно-тыловой сборки и надвижки. Для сборки блоков пролётного строения были сооружены стапели, а для надвижки – временные опоры. Поэтапная надвижка смонтированных частей пролётного строения велась параллельно с обеих сторон (со стороны Васильевского и Крестовского островов) при помощи стрендовых домкратов компании VSL грузоподъёмностью 70 т.

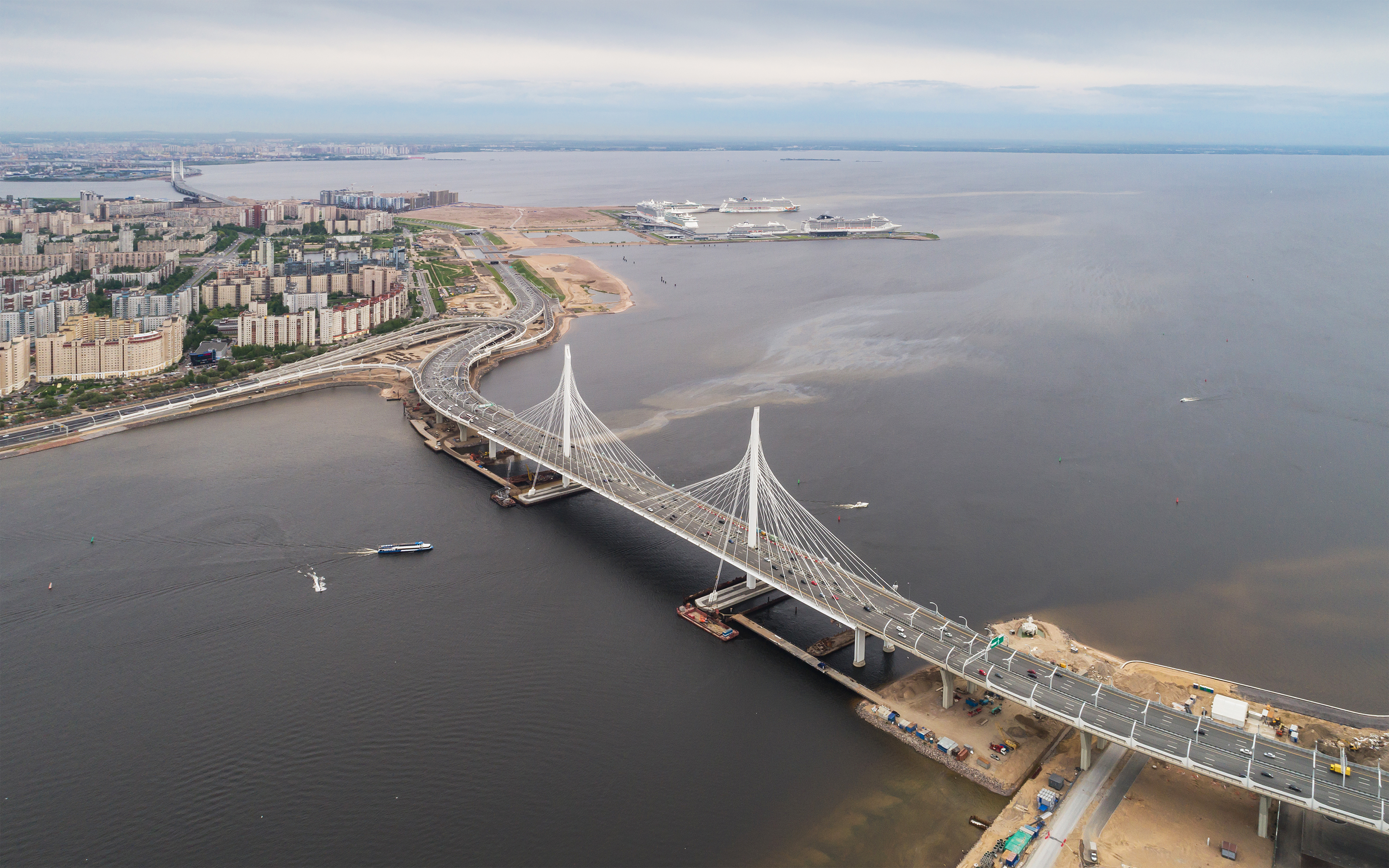
Аэрофотосъемка моста, июнь 2017 года

Для сооружения русловой части пролётного строения использовалась технология навесного монтажа укрупнёнными сегментами. Укрупнительная сборка сегментов выполнялась на стапеле. Далее сегменты по специальным накаточным устройствам (способом поперечной и продольной надвижки) перемещались на транспортную баржу. Баржа выводилась в акваторию Петровского фарватера и позиционировалась в необходимом для подъёма сегментов положении с помощью буксиров, якорей и лебёдок. Далее проводилось крепление траверс к монтируемому сегменту. При помощи монтажных агрегатов, медленно, на протяжении нескольких часов, до уровня пролёта с баржи поднимали блоки. Для подъёма каждого сегмента применялось четыре стрендовых домкрата фирмы VSL. После подъёма в проектное положение между сегментами осуществлялось болтовое соединение, после чего устанавливался следующий комплект вант VSL.
Эти работы проводились с марта 2015 по август 2016 года в технологическое окно (с 22:00 до 6:00), когда Петровский фарватер перекрывался для судоходства. Всего на высоту 30 м с баржи до уровня пролётного строения было поднято 15 сегментов, длиной в 13 м и весом до 142 т каждый. Основные работы по подъёму замыкающего блока моста проводились в ночь с 6 на 7 августа. Динамические и статические испытания моста были проведены с использованием нескольких десятков самосвалов, гружёных щебнем.
Торжественное открытие Центрального участка ЗСД состоялось 2 декабря 2016 года в присутствии президента РФ Владимира Путина. 4 декабря было открыто движение по Центральному участку ЗСД и всей протяженности магистрали. 25 июня 2017 году во время работ по демонтажу шпунта вокруг южного пилона моста в воду с баржи упал строительный кран. Пострадал крановщик, которого доставили в реанимацию.

## Конструкция
Мост пятипролётный сталежелезобетонный двухпилонный вантовый. Схема моста: 60 + 110 + 240 + 110 + 60 м. Мост в плане находится на прямой и двух переходных кривых, в профиле – на выпуклой кривой радиусом 10 км. Подмостовые габариты: низовой 166 х 25 м и верховой – 80 х 25 м. Полная длина 580 м. Общая длина моста составляет 580 м, ширина — 50 м (ширина проезжей части 35м).
Пролётное строение представляет собой балку жёсткости из двух внутренних главных балок двутаврового сечения высотой 1,72 м и двух наружных главных балок коробчатого пятиугольного сечения высотой 1,72 м в пределах вантовой части. В крайних пролётах балка жёсткости состоит из шести главных балок коробчатого пятиугольного сечения высотой 1,72 м. Главные балки объединены между собой поперечными балками, установленными с шагом 6,5 м (3 м в крайних пролётах). Железобетонная плита проезжей части выполняется из сборных плит толщиной 220 мм с последующим омоноличиванием. В крайних пролётах плита из монолитного железобетона толщиной 205 мм. Конструкция моста имеет ряд инновационных технических решений. Впервые в России вантовый мост имеет сталежелезобетонный центральный пролёт, состоящий из металлической балки и железобетонной плиты. Другой конструктивной особенностью моста является то, что балка жёсткости не опирается на пилоны, а висит на вантах.
Пилоны железобетонные, расположены по оси трассы в разделительной полосе. Минимальное сечение — 4 х 4,865 м от отметки +25,00 до +114,00. В центре пилонов установлен 21 блок металлических сердечников. Высота пилонов от верха ростверков — 124 м. Фундаменты опор – буронабивные сваи диаметром 1,5 м.

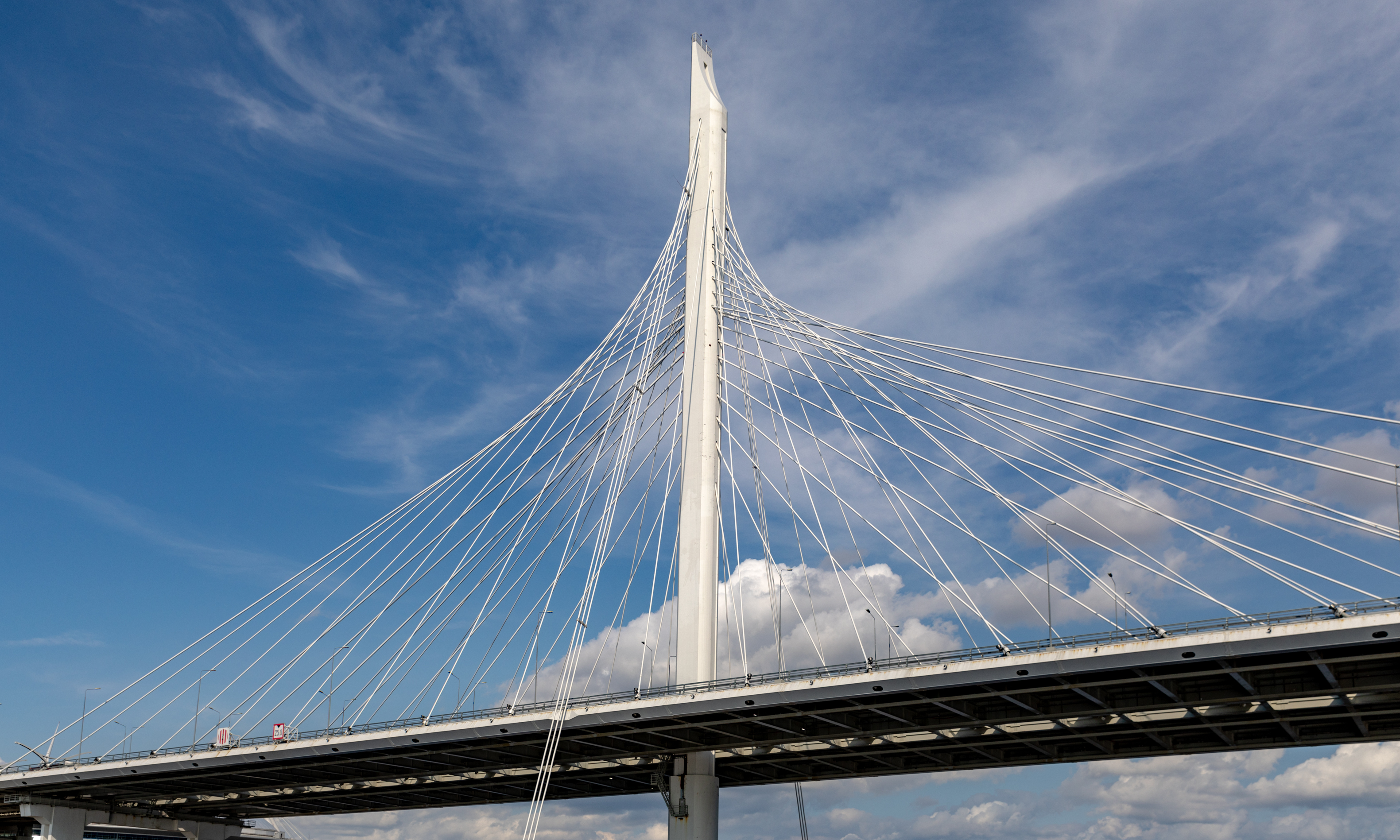
Ванты моста

Учитывая значительную ширину проезжей части, рассчитанную под 8 полос движения, для моста реализована оригинальная вантовая конструкция, предусматривающая размещение групп вант не только в продольном, но и в поперечном направлении относительно оси проезда. Ванты, находящиеся ближе к пилону, крепятся к верхней, а не нижней его части – это сделано для того, чтобы не нарушить установленные габариты проезда. В поперечной плоскости стоечным пилонам добавляют устойчивости боковые анкерные оттяжки, идущие от верхней части пилона почти до уровня воды.
Ванты системы SSI 2000e изготовлены швейцарской компанией VSL. Для 120 вант моста потребовалось примерно 405 тыс. м вантовых прядей. Вантовые фермы моста расположены в трёх плоскостях: одна проходит по центру пролёта, две по краям. Ванты состоят из 7 оцинкованных проволочных канатов, смазанных воском и заключённых в плотно-экструдированную полиэтиленовую оболочку. Пучок прядей установлен во внешнюю вантовую оболочку из полиэтилена высокой плотности. Шаг крепления вант в балке жёсткости составляет 13 м. Для предотвращения вибрации вант установлено внутреннее фрикционное демпфирующее устройство, также разработанное компанией VSL.
Мост предназначен для движения автотранспорта. Проезжая часть моста включает в себя 8 полос для движения автотранспорта (по 4 в каждом направлении). Габарит проезжей части: 2 х (Г-17,5). Покрытие на проезжей части моста – асфальтобетон. По краям моста устроено два служебных прохода шириной 0,75 м, которые отделены от проезжей части металлическим барьерным ограждением. Перила моста металлические простого рисунка. В соответствии с правилами дорожного движения пешеходное и велосипедное движение по мосту запрещено (так как мост является частью скоростной магистрали). Начиная с 2018 года на один день в году во время проведения «ЗСД Фонтанка Фест» центральный участок Западного скоростного диаметра открывают для велосипедистов и бегунов.